# Familia Campuzano Polanco

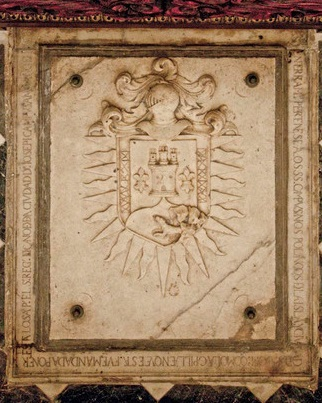
Lápida funeraria de los Campuzano Polanco en su Capilla del Rosario

Campuzano-Polanco fue una prominente familia de la Capitanía General de Santo Domingo (hoy República Dominicana ) con orígenes en Santiago de los Caballeros . Durante la época colonial de La Española, Sus miembros y descendientes llegaron a desempeñar altos cargos en las esferas políticas, militares y eclesi, tanto a nivel local como fuera de la, incluyendo posiciones destacadas en la metrópoli. España . Sus méritos abarcan desde el principio hasta el final de la colonia. 

## Orígenes
Pedro Pérez Polanco (c. 1635-1714) un destacado capitán de las bandas militares conocidas como las "cincuentenas" (grupos de 50 lanceros de caballería) en la región norte de la isla La Española, donde lideró con éxito diversas campañas militares. en la invasión inglesa de Penn y Venables en 1655  y en la batalla de Limonade en 1691.  Junto con otros cap como Luis López Tirado, Antonio Pichardo Vinuesa, Morel de Santa, del Monte y, Polanco conformó la élite militar y política de Santiago de los Caballeros y la costa Norte. 
Pérez Polanco desempeñó también el cargo alcalde de Santiago de los Caballeros y se como hatero (pastor), ganadero y propietario de un ingenio azucarero. Fue único hijo y heredero de García Pérez Pol (c.1620-1656).quien además ejercido como capitán de las bandas militares del norte, encargadas de proteger la costa y las ciudades septentrionales frente a los bucaneros y filibusteros de la Isla Tortuga .  Su madre fue Inés Martínez Mejía de Henao.
Su abuelo, Pedro Polanco de Henao (c.1585-1679),ó el cargo de alcalde en la villa de Concepción de La Vega en el año 1623.   y Estuvo casado con Ana Minaya Alconchel. Sus bisabuelos, García Pérez Polanco (c. 1535 y Apolinaria de Henao y Casasola, eran descendientes de la nobleza formaron parte de los primeros pobladores de Santiago de los Cabos, La Vega Cotuí.    tres de los asentamientos europeos más antiguos en el continente americano . García Pérez Polanco también fue alcalde de La Vega hacia 1575 
Su tatarabuelo, García de Polanco (Santillana del Mar, España, c.1480), fue uno los primeros colonos en desembarcar en el Nuevo Mundo.    Llegó con Cristóbal Colón en la nave Gallega en su cuarto viaje en 1502 que intentó circunnavegar el mundo por primera vez. 
Entre sus familiares se encuentra Luis Polanco, quien desempeñó el cargo de alcalde de Cotuí en el año 1638. García Polanco, Vicario General en el año 1660, bajo el arzobispo Francisco Pío Guadalupe Téllez. 
Pedro Pérez Polanco contrajo matrimonio con Bernarda Martínez de Rojas quien era hija de Fulgencio Martínez de Ugarte, relator de la Real Audiencia, y de Ana de Rojas Figueroa. Ana, a su vez, hermana de Don Gabriel de Rojas Valleigueroa, destacado líder y comandante en la Toma del Fuerte Rocher en la Isla Tortuga en el año 1654.
Su hija, María Josefa Pérez Polanco (c.1660-1744), se casó con Gregorio Semillan Campuzano. Campuzano (n. 1648) era de Guadalajara, España y llegó a la isla en 1680 como asesor del gobernador Francisco de Segura Sandoval y Castilla (1678-1684).  Además, desempeñó el cargo de alcalde de Santiago de los caballeros y redactó una crónica titulada “Memorial”, en la cual se habla sobre la situación de vida y la economía del norte de la isla durante ese período.  Tuvieron al menos cinco hijos y tres hijas,  quienes usaron el apellido compuesto Campuzano-Polanco como signo de distinción, tradición que también adoptaron todos los descendientes. 

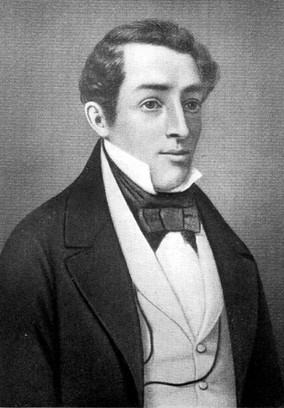
José María Heredia (1803-1839)

### José María Heredia (1803-1839)

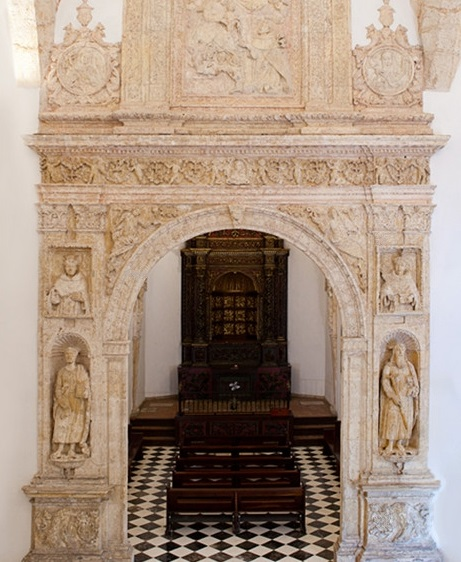
Capilla Privada Virgen del Rosario del Campuzano Polanco en el Convento de la Orden de los Dominicos

María Mercedes Heredia Campuzano-Polanco, hija de Nicolás Heredia Serrano y María Magdalena Campuzano-Polanco Fernández, contrajo matrimonio con José Francisco Heredia Mieses. Ellos fueron los progenitores del destacado poeta José María Heredia (1803-1839), considerado por muchos como el primer poeta romántico de América   Es conocido como "El Cantor del Niágara" y recibió ese título su destacada obra literaria. El mentor y profesor de José María Heredia fue su primo, Francisco Javier Caro, quien tuvo una notable influencia en su formación intelectual y artística. 
1. ↑  Utrera, Fray Cipriano de. «Dominicanos Insignes en el exterior. Pag 11». CLIO Vol. 33.
2. ↑  Utrera, Fray Cipriano de. «Heredia: Centenario de Jose Maria Heredia, Pag. 139». Editorial Franciscana, Ciudad Trujillo 1939. Archivado desde el original el 16 de enero de 2017.
3. ↑  Del Monte y Tejada, Antonio (1892). «Historia de Santo Domingo Tomo III, page 50». Imprenta Garcia Hermanos, 1890.
4. ↑  Del Monte y Tejeda, Antonio (1892). «Historia de Santo Domingo Tomo III, page 23». Imprenta Garcia Hermanos, 1890.
5. ↑  «Méritos del Capitan y Sargento Mayor Don Pedro Perez Polanco. Carta del Gobernador Francisco Segura Sandoval y Castilla (1680)». Archivo General de Indias, Santo Domingo, 64, R.2, N.39. pp. Image no. 1.
6. ↑  Torres Agudo, Ruth (2007). «Los Campuzano-Polanco, una familia de la élite de la ciudad de Santo Domingo». Nuevo Mundo Mundos Nuevos (Nuevo Mundo Mundos Nuevos [online]). doi:10.4000/nuevomundo.3240.
7. ↑  «Confirmacion de oficio: Pedro Polanco de Henao». Archivo General de Indias; Santo Domingo, 32, N.18.
8. ↑  Gil-Bermejo García, Juana (1983). La española: anotaciones históricas, 1600-1650 (p. 249). Editorial CSIC - CSIC Press. ISBN 9788400055424.
9. ↑  Del Monte y Tejada, Antonio (1892). «Historia de Santo Domingo, page 16». Imprenta Garcia Hermanos, 1890.
10. ↑  Rodriguez Demorizi, Emilio. «Relaciones Historicas de Santo Domingo, Vol II page 407». Editora Montalvo, 1945.
11. ↑  «Meritos: García Polanco (1644)». Archivo General de Indias, Indiferente,112, N.97.
12. ↑  Utrera, Fray Cipriano de. «Noticias Históricas de Santo Domingo Vol. Vl page 241». Editora Taller, 1983. Archivado desde el original el 16 de enero de 2017.
13. ↑  Leon Guerrero, Montserrat. «Los Pasajeros del Cuarto Viaje de Colon. Page 12».
14. ↑  Esteves Volckers, Guillermo (1964). «Los primeros pobladores de Santo Domingo». CLIO No. 121. p. 7.
15. ↑  Arranz Marquez, Luis (1991). El Repartimiento de Alburquerque de 1514: Villa Buenaventura. Fundacion Garcia Arvelo. p. 544. ISBN 9788460402381.
16. ↑  «Confirmacion de oficio: Luis Polanco». Archivo General de Indias Santo Domingo,34, N.2.
17. ↑  «Meritos: Garcia Polanco». Archivo General de Indias Indiferente,196, N.35.
18. ↑  «MERITOS: Gregorio Cemillan y Campuzano». Archivo General de Indias Indiferente, 130, N.95.
19. ↑  Rodriguez Demorizi, Emilio. «Familias Hispanoamericas: Campuzano-Polanco». BAGN- Boletin del Archivo General de la Nacion. Archivado desde el original el 14 de enero de 2018.
20. ↑  «Gregorio Semillán Campuzano». Ancestry.
21. ↑  Cassa, Roberto. «Biografias sumarias de los diputados de Santo Domingo en las cortes españolas». Archivo General de la Nacion, 2013.
22. ↑  «Great Authors of World Literature». Enotes. Archivado desde el original el 3 de febrero de 2017. Consultado el 13 de febrero de 2017.
23. ↑  Ellis, Keith. «Jose Maria Heredia Immortal Niagara: A Pan-American Story». Archivado desde el original el 13 de octubre de 2018. Consultado el 13 de febrero de 2017.
24. ↑  Augier, Angel (1990). Niágara y otros textos: poesía y prosa selectas. Venezuela: Biblioteca Ayacucho. p. 267. ISBN 9789802761067.